# 大金 (朝鮮政權)
大金（韓語：대금국）是朝鲜王朝时期武臣李澄玉建立的叛變政權。

## 槪要
朝鮮端宗元年 （明代宗景泰四年，1453年），首阳大君杀死金宗瑞，李澄玉叛亂朝鲜朝廷。因为咸吉道是女真人居住区，是金国故地，于是李澄玉自稱大金皇帝。不久，兵败被杀。